# 33 Hydrae
33 Hydrae (Ukdah, A Hydrae) é uma estrela na direção da Hydra. Possui uma ascensão reta de 09h 34m 32.64s e uma declinação de −05° 54′ 53.3″. Sua magnitude aparente é igual a 5.56. Considerando sua distância de 681 anos-luz em relação à Terra, sua magnitude absoluta é igual a −1.04. Pertence à classe espectral K1III.